# 旧英和女学院宣教師館

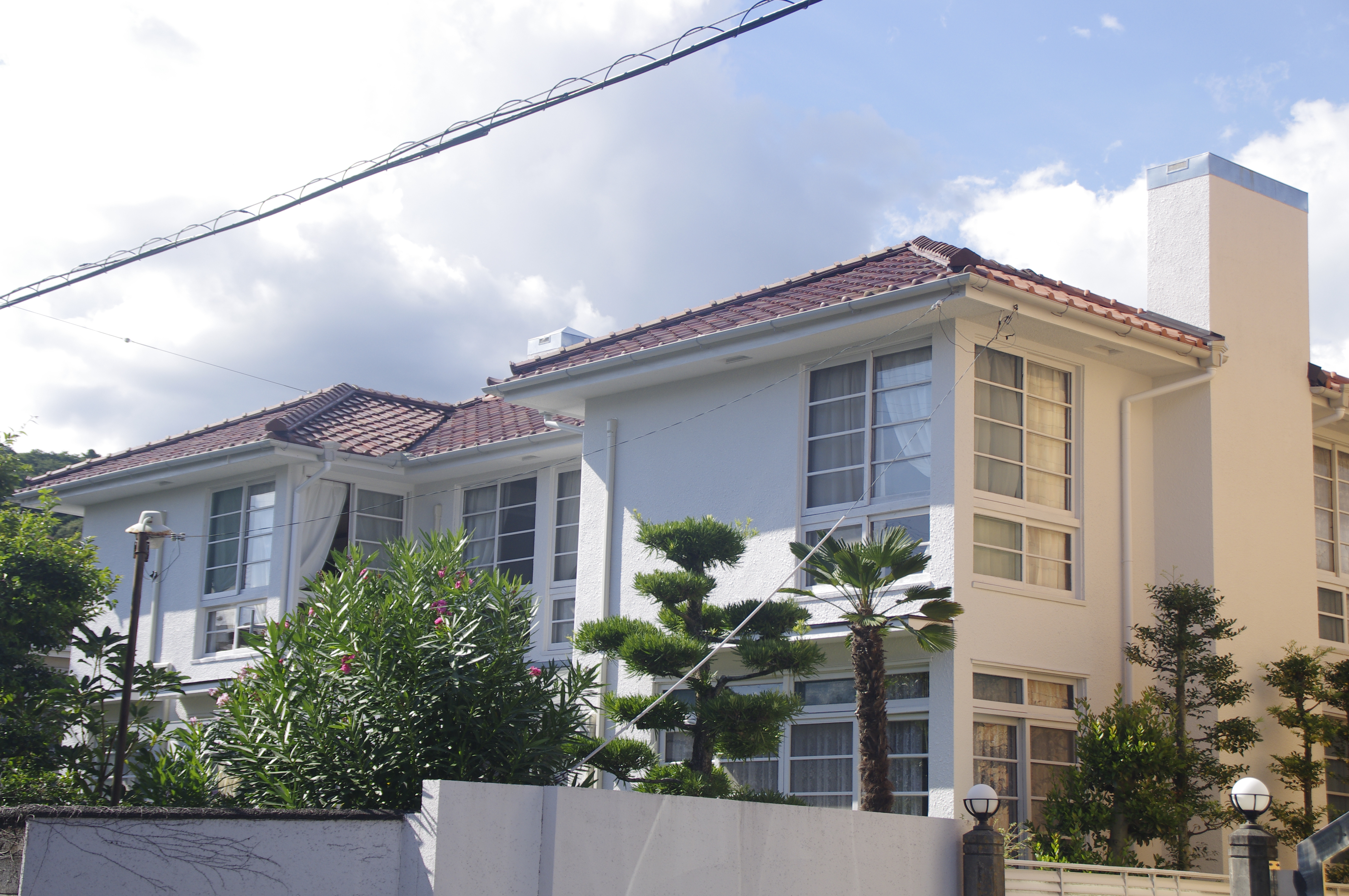
旧英和女学院宣教師館

旧英和女学院宣教師館（きゅうえいわじょがくいんせんきょうしかん）は、静岡県静岡市葵区西草深にある建造物。
1950年（昭和25年）、アメリカ合衆国の建築家ウィリアム・メレル・ヴォーリズの設計により、静岡英和女学院にカナダから来た宣教師のために建築された和洋式木造二階建て住宅である。ヴォーリズ建築としては珍しい第二次世界大戦後に建造された一つでもある。
宣教師館として16年間使用された後、静岡英和短期大学の寮、静岡英和女学院校長宅としてもそれぞれ使用された。その後、建物が傷みその存続があやぶまれたが、2013年（平成25年）より「西草深の洋館を守る会」の支援のなか、この会の主旨に賛同した静岡英和女学院卒業生夫妻が「暮らしながら保存」をテーマに保存維持にあたっている。現在は予約制のフランス料理レストランとして公開されている。店名は初代校長マーサ・ジャネット・カニングハム宣教師にちなんで「ミス・カニンハム」と名付けられている。ただし、カニンハムは1916年（大正5年）に死去しており、こちらに住んでいた時期はない。
2016年（平成28年）2月25日に登録有形文化財となった。

## 建築概要
- 設計 - ウィリアム・メレル・ヴォーリズ
- 竣工 - 1950年
- 構造 - 木造二階、地下一階

## 所在地
- 〒420-0866静岡県静岡市葵区西草深町34-13

## 交通アクセス
- JR東海道線 静岡駅 徒歩15分
- しずてつジャストライン 静岡県立総合病院行き・大浜麻機線　英和女学院前下車徒歩5分

## 周辺情報
- 静岡浅間神社
- 静岡英和女学院中学校・高等学校